# Umm Habiba
Ramla bint Abi Sufyan ibn Harb (arabisch رملة بنت أبي سفيان نب حرب, DMG Ramla bt. Abī Sufyān b. Ḥarb), allgemein bekannt als Umm Habiba (arabisch أم حبيبة, DMG Umm Ḥabība), war eine Ehefrau von  Mohammed.
Sie wurde zwischen 589 und 594 geboren und war die Tochter von Abu Sufyan ibn Harb und dessen Frau Safiyya bint Abi al-'As. 
Abu Sufyan war das Oberhaupt der Umayyaden. Ramla war die Tochter des Anführers des gesamten Quraisch-Stammes, der mächtigste Gegner Mohammeds in der Zeit von 624 bis 630. Später konvertierte Abu Sufyan jedoch zum Islam und wurde ein muslimischer Krieger. Der erste umayyadische Kalif, Muawiya I., war Ramlas Halbbruder, und Uthman ibn Affan war ihr Cousin ersten Grades mütterlicherseits und ihr Cousin zweiten Grades väterlicherseits.

## Ehen

### Ehe mit Ubaydallah ibn Dschahsch
Ihr erster Ehemann war Ubaydallah ibn Dschahsch, ein Bruder von Zainab bint Dschahsch, die Mohammed ebenfalls heiratete. Ubaydallah und Ramla gehörten zu den ersten Menschen, die den Islam annahmen. Im Jahr 616 wanderten beide nach Abessinien (Äthiopien) aus, um Feindseligkeiten seitens der Quraisch zu entgehen, wo sie eine Tochter, Habiba bint Ubaydallah, zur Welt brachte. In Abessinien konvertierte ihr Ehemann Ubaydallah zum Christentum. Er versuchte, Ramla zu überzeugen, dasselbe zu tun, aber sie hielt am Islam fest. Seine Bekehrung führte zu ihrer Trennung.

### Ehe mit Mohammed
Muhammad schickte Ramla einen Heiratsantrag, an dem Tag, an dem sie ihre ʿIdda (Trennungsphase) abschloss. Die Trauung fand in Abessinien statt, obwohl Mohammed nicht anwesend war. Ramla wählte Chalid ibn Said als ihren gesetzlichen Vormund. Der Negus (König) von Abessinien schenkte Chalid eine Mitgift von 400 Dinar und veranstaltete nach der Zeremonie ein großes Hochzeitsfest. Mohammed gab keiner seiner anderen Frauen eine größere Mitgift. Der Negus arrangierte daraufhin die Rückreise der dreißig verbliebenen eingewanderten Muslime nach Arabien. Sie reisten in zwei Booten nach Medina. Schurahbil ibn Hasana begleitete Ramla auf dieser Reise. Einigen Quellen zufolge heiratete sie Mohammed ein Jahr nach der Hidschra, lebte jedoch erst sechs Jahre später mit ihm zusammen, als Muhammad sechzig Jahre alt und sie fünfunddreißig war. Tabari schreibt, dass ihre Hochzeit im Jahr 7 nach der Hidschra (628) stattfand, als „sie etwa dreißig Jahre alt war“.

## Leben in Medina
Einmal besuchte Abu Sufyan seine Tochter Ramla in ihrem Haus in Medina. „Als er sich auf den Teppich des Propheten setzte, faltete sie ihn zusammen, so dass er sich nicht darauf setzen konnte. ‚Meine liebe Tochter‘, sagte er, ‚ich weiß kaum, ob du denkst, dass der Teppich zu gut für mich ist oder dass ich zu gut für den Teppich bin!‘ Sie antwortete: ‚Es ist der Teppich des Propheten und du bist ein unreiner Polytheist. Ich möchte nicht, dass du auf dem Teppich des Propheten sitzt.‘ ‚Bei Gott‘, sagte er, ‚seit du mich verlassen hast, bist du ins Schlechte abgedriftet.‘“ Ramla starb im Jahr 45 nach der Hidschra (664 oder 665 n. Chr.) während der Herrschaft ihres Halbbruders Muʿāwiya I.
Sie wurde auf dem Dschannat al-Baqi-Friedhof neben anderen Frauen Mohammeds beigesetzt.